# Ianto Jones
Ianto Jones es un personaje ficticio perteneciente a la serie Torchwood, un spin-off de la popular serie Doctor Who. Fue interpretado por Gareth David-Lloyd y aparece en todos los episodios de las tres primeras temporadas, así como también en dos episodios del crossover de Torchwood con Doctor Who y The Sarah Jane Adventures.
Ianto es el principal interés amoroso de Jack Harkness, el personaje protagonista. Aunque ha tenido relaciones heterosexuales previas a la serie, Ianto se describe como bisexual y sus sentimientos hacía Jack son de amor genuino. Comenzando como algo casual, la relación entre ambos personajes se profundizó durante las tres primeras temporadas del programa. Inicialmente, Ianto era una persona muy reservada y distante en comparación a los otros miembros de Torchwood, con un carácter tranquilo y obediente, actuando en cierta forma como un mayordomo. Sin embargo, cuando se descubrió la situación de su novia Lisa, salió a la luz un lado atormentado de él que nunca se había visto, demostrando que haría cualquier cosa para tratar de  salvarla. Tenía dificultad para expresarse emocionalmente, y se sentía incómodo alrededor de las personas emocionales.
Los críticos dieron en general críticas muy positivas al personaje de Ianto y a su relación con Jack, aunque un gran número de fanes disminuyó por la muerte del personaje, sobre todo a la terminación abrupta de la historia romántica. Russell T Davies consideró que el potencial inexplorado de la relación maximizó la sensación de pena del espectador. 

## Historia del personaje
Ianto aparece por primera vez en el episodio Everything Changes. Es un personaje reservado y eficiente, y sus compañeros inicialmente no le prestaban mucha atención. No se sabe mucho acerca de sus años anteriores a Torchwood, solo que no se llevaba muy bien con su padre y que para el momento en el que entró a la universidad él "no podía esperar para salir de su casa", dando a entender que su relación con toda su familia se había deteriorado. 
Sirve como oficial de apoyo en Torchwood Tres, y anteriormente trabajaba como investigador para Torchwood Uno, antes de que este fuera destruido por los Cyberman en su lucha contra los Daleks. De vuelta en su Cardiff natal, Ianto empezó a investigar sobre Jack Harkness y finalmente lo rastreó para tratar de conseguir un trabajo en Torchwood Tres. A pesar de la reticencia inicial de Jack, Ianto lo impresionó durante la captura de un pteranodon callejero y le ofreció un trabajo en el instituto.
Durante el episodio Cyberwoman, se revela que su novia, Lisa Hallett, fue convertida en una Cyber-mujer durante el ataque de los Cyberman y que Ianto la ha mantenido con vida escondida en el sótano del instituto sin que nadie se diera cuenta con la esperanza de que todavía quedaba algo de humanidad en ella, pero está escapó y mató a varias personas inocentes. No quedando otra solución, y por propia decisión de Jack, el resto del equipo se vio obligado a matarla. Por todo lo ocurrido, Ianto fue suspendido temporalmente del servicio, pero volvió a trabajar cuatro semanas después. En un intento de mostrar que había puesto el incidente de Lisa en el pasado, Jack trató de ser amable con Ianto, aunque todavía había tensión entre los dos. Ianto comenzó a tomar un papel más activo en el trabajo de campo, a pesar de que no se sentía muy a gusto con las operaciones "al aire libre" de Torchwood. 
Tras de la desaparición de Jack ocurrida durante el final de la primera temporada, Ianto, junto con al resto del equipo, fueron enviados a una búsqueda inútil hacía el Himalaya por el primer ministro Harold Saxon -quién más tarde se revela como El Amo- para que Torchwood no interfiriera en sus planes. Cuando la tierra fue robada por Davros y el Nuevo Imperio Dalek y posteriormente transportada a la Cascada Medusa, Ianto, Gwen y Jack, con la ayuda de la supercomputadora extraterrestre de Sarah Jane Smith, el Sr. Smith, fueron capaces de utilizar el manipulador de la grieta espacio-temporal debajo de Torchwood, para aumentar la señal y lograr localizar al Décimo Doctor. Después de la partida de Jack para reunirse con el Doctor, Ianto y Gwen defendieron la base abriendo fuego a un Dalek que logró entrar, jurando morir luchando. 
Cuando una especie de alíenigenas conocida como los "456" vienen a la Tierra, estos exigen un homenaje: el 10% de los niños de la Tierra; algo que el gobierno parece dispuesto a cumplir. Cuando Torchwood averigua cuáles son sus intenciones, se niega a sacrificar a niños inocentes. En respuesta, los alienígenas lanzan un virus mortal a la atmósfera terrestre. Sin escapatoria, Ianto muere en los brazos de Jack, diciéndole que lo amaba y que Jack jamás se olvidase de él, a lo que Jack responde que nunca podría.

## Concepción y desarrollo

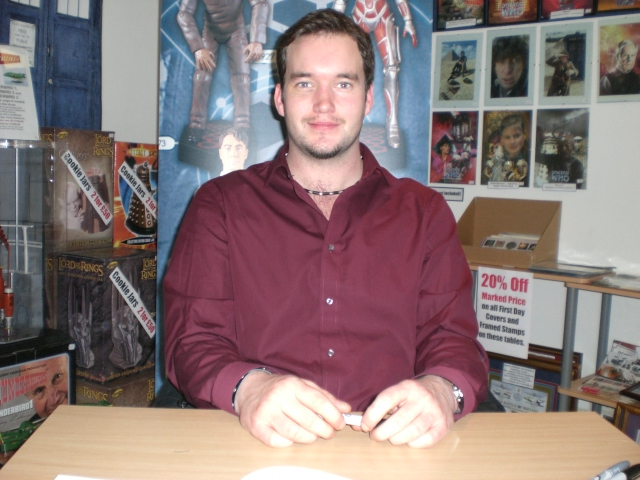
Gareth David-Lloyd en la tienda "Television & Movie Store" en diciembre de 2008

Gareth David-Lloyd ha revelado que su personaje originalmente se llamaba Idris Hopper. Sin embargo, el nombre fue desechado ya que podría llevar a la especulación de que se trataba del mismo Idris Hopper que apareció en el episodio de Doctor Who, Explosión en la ciudad. David-Lloyd comenzó trabajando en la serie creyendo que su personaje sería asesinado al final de la primera temporada, y se sorprendió al ver que a medida que su personaje se "trabajaba más, era cada vez más popular, y comenzó a crecer a partir de ahí". 
Cuando Gareth David-Lloyd fue elegido para el papel, el personaje fue renombrado como Ianto Jones. El nombre fue inspirado por el personaje de Yanto Jones, también interpretado por David-Lloyd, en la comedia dramática Mine All Mine, escrita por Russell T Davies. En la primera temporada, Ianto es muy reservado y tranquilo, pero a lo largo de los episodios, sus secretos se exponen al equipo, y a partir de este punto, sus compañeros lo ven de otra manera.
El creador Russell T Davies, consideró necesario matar a Ianto, porque no le pareció muy realista que los personajes principales se enfrentaran a una gran amenaza y que finalmente salieran ilesos. La muerte de Ianto también precede a la muerte del nieto de Jack, Steven. 

### Relación con Jack
Gran parte del desarrollo del personaje se centra en su relación con el Capitán Jack Harkness. David-Lloyd ha dicho que a través de la relación con Jack "Ianto ha encontrado su significado y es más feliz". John Barrowman, también ha opinado que la relación de Jack con Ianto, ha puesto en manifiesto la empatía de Jack, diciendo que Ianto "saca lo humano en él, porque está enamorado de alguien y realmente le importa." 